# Moerckia
Moerckia là một chi rêu trong họ Pallaviciniaceae.